# Stefano d'Inghilterra
Stefano di Blois (in francese Étienne d'Angleterre o Étienne de Blois, in inglese Stephen of England o spesso Stephen of Blois; Blois, 1096 – Dover, 25 ottobre 1154) è stato re d'Inghilterra, dal 22 dicembre 1135 al 25 ottobre 1154. Fu anche conte di Mortain, dal 1112 circa al 1135, duca di Normandia dal 1135 al 1144 e conte consorte di Boulogne dal 1125 al 1151. Il suo regno fu segnato da una guerra di successione che prese il nome di Anarchia, che vide Stefano contrapporsi alla cugina Matilde, figlia del precedente sovrano Enrico I e pretendente al trono.
Nipote di Guglielmo il Conquistatore, è considerato l'ultimo re normanno d'Inghilterra. Tutte le fonti lo presentano come persona mite e generosa, che però lasciò che i diritti della corona (soprattutto la riscossione delle tasse) venissero frequentemente ignorati.
In Inghilterra, per ragioni storiche e anche geografiche, esisteva lo stato unitario fin dai tempi di Alfredo il Grande, a differenza che nel resto dell’Europa dove vigeva il feudalesimo e l’autorità dello stato era pressoché nulla. Ci fu soltanto un breve periodo della storia inglese dove i nobili riuscirono a prendere il sopravvento sulla corona, «questo avvenne nell'interregno di Stephen» quando essi «si abbandonarono alla costruzione di castelli fortificati», cosa proibita in quanto il re esercitava il proprio potere direttamente in loco tramite lo sceriffo. Il successore Enrico II ristabilì infatti l'autorità statale radendo al suolo i castelli costruiti.

## Origine
Secondo il monaco e cronista inglese, Orderico Vitale, era il figlio maschio terzogenito del conte di Blois, di Chartres, di Châteaudun, di Tours, di Provins, di Sancerre e di Meaux, Stefano II, e di Adele d'Inghilterra (circa 1062 - 1137), che, sia secondo il monaco e cronista normanno Guglielmo di Jumièges, autore della sua Historiæ Normannorum Scriptores Antiqui, sia secondo il cronista e monaco benedettino dell'abbazia di Malmesbury, nel Wiltshire (Wessex), Guglielmo di Malmesbury e Orderico Vitale, e ancora il cronista e monaco benedettino inglese, Matteo di Parigi, era figlia del duca di Normandia e re d'Inghilterra, Guglielmo il Conquistatore, e di Matilde delle Fiandre (1032 - 1083), che, secondo la Genealogica Comitum Flandriæ Bertiniana, era figlia di Baldovino V, conte delle Fiandre, e della sorella del re di Francia, Enrico I, Adele di Francia, che secondo la Genealogiæ Scriptoris Fusniacensis era figlia del re di Francia, Roberto II, detto il Pio.
Stefano II di Blois, che era stato battezzato Enrico, poi però venne rinominato Stefano sia secondo la Genealogica ex Stirpe Sancti Arnulfi descendentium Mettensis, sia secondo l'Hugonis Floriacensis, Liber qui Modernorum Regum Francorum continet Actus era il figlio primogenito del conte di Blois, di Chartres, di Châteaudun, di Tours, di Provins, di Sancerre e Reims, poi conte di conte di Champagne (conte di Troyes e conte di Meaux), Tebaldo e, come riportano gli Actus pontificum Cenomannis, di Gersenda o Gondrada, figlia femmina secondogenita del conte del Maine, Eriberto I (come risulta dall'Actus pontificum Cenomannis, cap. XXXII, Gesta Domini Arnaldi Episcopi in cui, viene detto che il marito di Gersenda, definita figlia di Eriberto (filia Herberti) non governò il Maine, ma lo passò al figlio, Ugo sotto la tutela di Goffredo di Mayenne) e della moglie, di cui non si conosce né il nome né la casata.
Suo fratello secondogenito, Tebaldo IV il Grande riunificò la contea di Blois con la contea di Champagne, mentre il fratello minore, il quartogenito Enrico di Blois fu vescovo di Winchester dal 1129 e legato papale per l'Inghilterra dal 1138.

## Biografia

### Gli anni giovanili
Rimasto presto orfano di padre, morto in Terra santa, nel 1102 (secondo il cronachista della prima crociata, Alberto di Aquisgrana, il padre, Stefano II, fu catturato e decapitato nella seconda Battaglia di Ramla del 1102), siccome il figlio maggiore, il primogenito, Guglielmo, era di capacità intellettiva ritardata e balbuziente, fu diseredato dalla madre, Adele, il secondogenito, Teobaldo, ancora minorenne, ereditò i possedimenti del padre, mentre il figlio più giovane, Enrico (1100-1171), fu inviato nel convento di Cluny. Stefano, invece, fu inviato, nel 1111, alla corte d'Inghilterra, dove fu educato presso lo zio, fratello della madre Adele, il re, Enrico I, che gli concesse molti privilegi, sia in Inghilterra sia in Normandia, dove ottenne la contea di Mortain, verso il 1115, e nel 1122, poteva considerarsi uno dei più ricchi e potenti feudatari del regno e del ducato.
Nel 1125 Stefano sposò Matilde, che, secondo la Genealogica comitum Buloniensium, era la figlia e unica erede del conte Eustachio III di Boulogne e della moglie, Maria di Scozia(1082–1116), che, secondo Orderico Vitale, era figlia del re di Scozia, Malcolm III e della sua seconda moglie, Margherita del Wessex, che secondo il The Chronicles of Florence of Worcester with two continuations era figlia del principe Edoardo (figlio del re d'Inghilterra, Edmondo II, che secondo Orderico Vitale, discendeva da Alfredo il Grande e quindi dal primo re d'Inghilterra, Egberto del Wessex) e di Agata, che, sempre secondo il The Chronicles of Florence of Worcester with two continuations era nipote dell'imperatore del Sacro Romano Impero, Enrico II (daughter of the brother of Emperor Henry), mentre secondo la Chronica Albrici Monachi Trium Fontium era la sorella della regina d'Ungheria (Agatham regine Hunorem sororem), mentre per Orderico Vitale era figlia del re d'Ungheria; Margherita era la sorella di Edgardo Atheling, ultimo discendente del Casato dei Wessex e pretendente alla corona d'Inghilterra.
Matilde di Boulogne era nipote del re d'Inghilterra, Enrico I, in quanto sua madre, Maria era sorella della moglie di Enrico I, Edith o Matilde di Scozia.
Il matrimonio si rivelò molto felice e il supporto della moglie fu molto importante per Stefano.
Dopo il matrimonio, il padre di Matilde, Eustachio, abdicò a favore della figlia e si fece monaco a Rumilly; Matilde di Boulogne divenne contessa e Stefano fu il reggente della contea di Boulogne.
Nel 1127 il re Enrico I d'Inghilterra convocò un concilio al quale parteciparono tutti i nobili laici ed ecclesiastici più importanti, tra cui suo cognato, Davide I di Scozia, suo nipote, Stefano di Blois (Matteo di Parigi afferma che Stefano fu il primo a giurare) e il suo primogenito illegittimo, Roberto di Gloucester; a tutti fece giurare che avrebbero accettato sua figlia, Matilde come regina. La maggior parte accondiscese ma non gradì la soluzione e avrebbe gradito ancor meno se avesse saputo che Enrico stava trattando il matrimonio della figlia con il figlio del nemico storico dei Normanni, il conte d'Angiò. Nel giugno del 1128, a Le Mans fu celebrato il matrimonio tra Matilda e il figlio del conte Folco V, Goffredo il Bello o Plantageneto, di dieci anni più giovane. Tale matrimonio fece sì che la maggior parte dei baroni non riconoscesse il proprio giuramento dell'anno prima. Enrico allora lo fece ripetere nel 1131; il cronista, priore dell'abbazia di Bec e sedicesimo abate di Mont-Saint-Michel, Robert di Torigny, scrive che nell'estate del 1131, Enrico condusse con sé la propria figlia, Matilde, in Inghilterra e radunati tutti i maggiorenti del regno (e del ducato di Normandia) fu deliberato che avrebbero accettato come erede sua figlia e suo marito, il nuovo conte d'Angiò, Goffredo V il Bello.

### Re d'Inghilterra
Alla morte del re Enrico I, nel 1135, i baroni si ritenevano svincolati dal primo dei giuramenti fatti, nel quale era stata posta come condizione, non rispettata dal re, l'approvazione preventiva di tutta la nobiltà su un eventuale matrimonio di Matilde. Tra i baroni nacque in quella circostanza una discussione se era il caso di eleggere re suo fratello, Tebaldo, conte di Blois e conte di Champagne. Stefano si trovava a Boulogne, signoria di sua moglie, e tutti i cronisti sostengono che si imbarcò immediatamente per l'Inghilterra per imporre la propria candidatura, in quanto aveva quasi sempre vissuto in Inghilterra, mentre il fratello si era creato un grande prestigio solo in Francia. Arrivato a Londra, secondo il The Historical Works of Gervase of Canterbury, Vol. I, Stefano fu accolto entusiasticamente e fu invitato a recarsi a Winchester, per assicurarsi il tesoro reale. Di fronte alle difficoltà che venivano poste dai baroni dello scacchiere, intervenne in suo favore il fratello minore Enrico, vescovo di Winchester dal 1129, che riuscì a convincere i baroni ad appoggiarlo, come ci narra Guglielmo di Malmesbury.
A questo punto la maggior parte dei notabili, anche tra coloro che avevano proposto Teobaldo, furono a favore di Stefano, che il giorno di Natale del 1135 fu incoronato nell'abbazia di Westminster; il The Historical Works of Gervase of Canterbury, Vol. I dice che fu incoronato il 20 dicembre, mentre a Natale ci fu la solenne celebrazione, come il Florentii Wigornensis Monachi Chronicon, che però dice che l'incoronazione avvenne il 22 dicembre; Matteo di Parigi, dice che fu incoronato 22 giorni dopo la morte di Enrico I dall'arcivescovo di Canterbury, William de Corbeil, che aveva giurato di sostenere la causa della figlia di Enrico I, Matilde.
Sembra che il debole carattere di Stefano avesse fatto sì che molti nobili preferissero lui all'energica Matilde, descritta spesso di carattere astioso e difficile. Anche Teobaldo accettò la nomina del fratello a re d'Inghilterra e a nome suo concordò una tregua con il marito di Matilde, Goffredo il Bello.
La moglie di Stefano, Matilde di Boulogne, fu incoronata il 22 marzo.
La cugina Matilde, in quel momento in Normandia e incinta del terzo figlio, non poté recarsi subito in Inghilterra, ma si oppose alla sua incoronazione, adducendo il giuramento fatto prestare dal padre. Tentò di fare ricorso al papa Innocenzo II per il giuramento violato, inviando un suo vescovo a Roma; ma dopo circa due anni il papa, influenzato dal potente Enrico, arcivescovo di Winchester, ritenne il giuramento nullo perché viziato dalla clausola del matrimonio celebrato senza il consenso della nobiltà inglese.
Si aprì dunque in Inghilterra un periodo di guerre e contese intestine, conosciuto come l'Anarchia. Inizialmente Stefano ebbe la meglio perché Matilde e il marito, secondo Orderico Vitale, si limitarono a occupare alcuni castelli in Normandia e solo lo zio di Matilde, Davide I di Scozia, invase il nord dell'Inghilterra, ma Stefano nel corso del 1136 si recò in Northumberland, dove si incontrò con Davide e trovarono un accordo: Davide riconobbe Stefano come re e Stefano riconobbe a Davide il Cumberland e Huntingdon, come conferma anche Guglielmo di Malmesbury. E anche il fratellastro di Matilde, Roberto di Gloucester, che non aveva voluto riconoscere Stefano, qualche mese dopo trovò un accordo in tal senso.

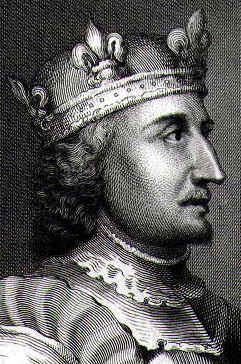
Stefano d'Inghilterra

Nel marzo del 1137, Stefano finalmente poté occuparsi della Normandia, arrivando in Normandia, secondo il Florentii Wigornensis Monachi Chronicon, prima di Pasqua; Stefano voleva contrastare Goffredo conte d'Angiò, marito di Matilde, ma commise l'errore di affidare il comando del suo esercito anglo-normanno al suo amico fiammingo, Guglielmo d'Ypres, scontentando tutti i baroni normanni che cominciarono ad abbandonarlo e soprattutto suo cugino, Roberto di Gloucester, che abbandonò l'impresa. Stefano lasciò la Normandia, dopo nove mesi (in dicembre), durante l'Avvento, senza essersene assicurato il completo controllo (aveva assediato Lillebonne, che era stata espugnata) e lasciò Roberto di Gloucester libero di riavvicinarsi a Matilde, allearsi militarmente al di lei marito Goffredo e denunciare Stefano come usurpatore; Guglielmo di Malmesbury narra che Roberto cominciò ad appoggiare la sorellastra nel corso del 1138, mentre Robert de Torigny sostiene che raccolse intorno a sé altri sostenitori di Matilde.
Sempre nel 1138, dopo che secondo il Florentii Wigornensis Monachi Chronicon Stefano aveva assediato e conquistato il castello di Bedford, secondo Gervasio di Canterbury Davide I di Scozia invase nuovamente l'Inghilterra, ma, dopo essersi trincerato fu duramente sconfitto nella battaglia dello Stendardo e costretto a fuggire, per salvarsi la vita e a sottomettersi, con i superstiti (Orderico Vitale racconta che fu fatta strage di scozzesi e che molti perirono nelle acque del fiume Zedam e che dopo la carneficina i due re si incontrarono e si accordarono). Robert de Torigny invece racconta che il comportamento di re Davide era talmente brutale e feroce che costrinse il re Stefano, per fermare tali soprusi, a intervenire, bruciando e distruggendo la parte meridionale della Scozia, allora Davide che era poco coraggioso, chiese la pace.

### Anarchia (o guerra civile) inglese
Nella primavera del 1139 Stefano controllava ancora il tesoro, aveva l'appoggio di buona parte dei baroni inglesi e normanni e, soprattutto aveva l'appoggio del clero, per la forte influenza esercitata dal fratello, il vescovo Enrico, ora anche legato papale; infine Matilde non aveva ancora attraversato la Manica. Ma quando Stefano, all'inizio dell'estate, fece imprigionare il vescovo Roger di Salisbury, perché non aveva riconsegnato al re il suo castello, perse l'appoggio della chiesa; la situazione di Stefano peggiorò quando alla morte di Ruggero, in quello stesso anno, si appropriò di tutti i beni del vescovo e fu condannato proprio da suo fratello.
Fu proprio allora che, mentre il marito Goffredo d'Angiò si incaricò di continuare la conquista (incominciata con l'assedio di Falaise, nell'ottobre del 1138) della Normandia, dove ottenne il soprannome di "the Fair Count" ("il Conte Leale"), Matilde, nell'estate del 1139, sbarcò in Inghilterra con Roberto di Gloucester, come ci viene confermato da tutti i cronisti e 140 cavalieri, dando il segnale per una sollevazione di alcuni baroni scontenti della debolezza di Stefano e l'appoggio del re di Scozia Davide I; Guglielmo di Malmesbury sostiene che dopo l'arrivo di Matilde e Roberto, accompagnati da alcuni nobili, in Inghilterra ebbe inizio la rivolta contro Stefano, mentre, come quasi tutti i cronisti, Gervasio di Canterbury sostiene che Matilde sbarcò nei pressi di Arundel, dove ottenne ospitalità dalla matrigna, l'ex regina, Adeliza di Lovanio, e che la guerra civile ebbe inizio dopo che si erano trasferiti a Gloucester.
All'inizio del 1140 sua moglie, Matilde di Boulogne, riuscì a combinare il matrimonio tra il proprio figlio, erede di Stefano, Eustachio e la sorella del re di Francia, Luigi VII, Costanza, figlia di Luigi VI di Francia, stabilendo così un'alleanza con il regno di Francia, come ci conferma Matteo di Parigi. Al matrimonio, a Parigi, in febbraio, fu presente anche Matilde di Boulogne.
L'esercito di Matilde ottenne inizialmente parziali successi (Roberto conquistò Notthingam e la diede alle fiamme), soprattutto nell'Inghilterra occidentale dove i baroni spesso cambiarono bandiera per ottenere maggiori benefici, intanto Goffredo in Normandia continuava nella conquista del ducato, e, nell'ottobre del 1140, catturò e distrusse il castello di Fontenay-le-Marmion, nel Calvados.
Secondo Guglielmo di Malmesbury, verso la fine del 1140, vi fu un tentativo infruttuoso, del legato papale, Enrico di Blois, di giungere alla pace.
Dopo 16 mesi di guerra, la situazione non era mutata molto.
All'inizio del 1141 Stefano assediò Lincoln, che si era ribellata, e, il 2 febbraio, nel corso della battaglia, l'esercito di Stefano fu sconfitto e il re stesso, circondato dagli uomini di Roberto, venne catturato, mentre Guglielmo d'Ypres riuscì a fuggire; Stefano fu condotto dalla cugina Matilde, a Gloucester e poi, il 9 febbraio, fu condotto al castello di Bristol, dove fu tenuto prigioniero nella torre del castello, dove, secondo Guglielmo di Malmesbury, fu detenuto, dapprima, con un trattamento da re e poi sempre peggio, secondo alcune voci, di notte era messo ai ceppi e dove gli fu prospettato che se avesse riconosciuto la cugina come regina sarebbe stato libero di andare in esilio nei propri possedimenti francesi; anche Orderico Vitale ricorda che re Stefano era detenuto, con durezza (Stephanus rex Anglorum in carcere gemens detinetur).
Matilde allora si avviò verso Winchester, per assicurassi il tesoro e la corona reale e dove il vescovo Enrico, fratello del re deposto, secondo Guglielmo di Malmesbury, le andò incontro e la riconobbe come "Lady of the English" (o "Signora degli Inglesi"), in cambio della completa libertà negli affari di religione. Winchester si arrese e Matilde fu riconosciuta regina di Inghilterra da un concilio tenutosi nella cattedrale della stessa città. A Winchester, Matilde fu raggiunta dall'arcivescovo di Canterbury, Teobaldo di Bec e ricevette l'omaggio di Oxford.
Ormai tutta l'Inghilterra la riconosce regina, con l'eccezione del sud-est, dove la regina, Matilde di Boulogne, e William di Ypres (da quell'anno considerato conte di Kent, terza creazione), avevano raccolto le truppe fedeli a re Stefano.
Finalmente Matilde poté entrare a Londra per l'incoronazione nell'abbazia di Westminster; ma prima dell'incoronazione sembra che Matilde, dopo avere rifiutato di concedere la libertà a Stefano, respingesse le richieste di una delegazione del Comune di Londra per la conferma dei privilegi della città e il ripristino delle leggi del re Edoardo il Confessore, trattando in modo sprezzante i suoi rappresentanti. Il popolo di Londra di fronte alla nuova tassazione entrò in subbuglio e fece scoppiare una furiosa rivolta e Matilde, assieme a Roberto di Caen, Enrico di Blois e Davide I di Scozia dovette fuggire da Londra, arrivando a Gloucester passando da Oxford.
Non molto tempo dopo i rapporti tra Matilde ed Enrico di Blois si guastarono e quest'ultimo riconobbe come re suo fratello ritirando l'appoggio dato a Matilde che, in agosto, attaccò Winchester, assediandola; Enrico di Blois diede fuoco alla città. Matilde allora lasciò la città accompagnata dal fratellastro, Reginaldo, mentre l'esercito della regina Matilde di Boulogne e i fiamminghi di Guglielmo d'Ypres arrivavano in soccorso della città e poco dopo, nel mese di settembre, Roberto di Gloucester fu preso prigioniero dai fiamminghi di Guglielmo d'Ypres. Allora da parte della regina, Matilde di Boulogne, vi fu una proposta di pace che Matilde rifiutò, ma accettò di liberare Stefano (liberato il 1º novembre) in cambio della liberazione del fratellastro, Roberto di Caen, conte di Gloucester.
Nel corso di quell'anno intanto procedeva la conquista della Normandia da parte del marito di Matilde, Goffredo che conquistò il castello di Montfort e Falaise.

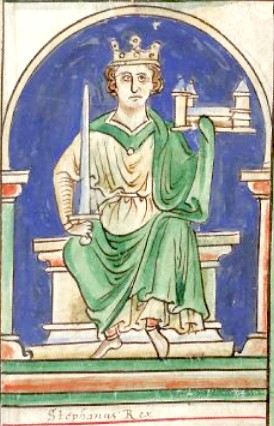

Stefano tornò a Londra e il giorno di Natale 1141, fu nuovamente incoronato re nella cattedrale di Canterbury; secondo il Gesta Stephani regis Anglorum et ducis Normannorum ci fu una cerimonia di ringraziamento per la liberazione del re. L'anno seguente Matilde, che aveva posto la sua residenza a Oxford, aveva subito l'attacco di re Stefano che era riuscito a entrare in città e, durante l'Avvento, era sotto assedio nel castello di Oxford, da dove si dice che riuscì a calarsi dai bastioni con una fune e scappare, durante una tormenta di neve, grazie a un mantello bianco: Gervase di Canterbury racconta che il freddo era intenso e il Tamigi era ghiacciato e Matilde, fatta passare da una porta posteriore accompagnata da cinque militi, riuscì a fuggire a piedi camminando per cinque miglia. Robert di Torigny ricorda che era vestita di bianco, per cui era mimetizzata agli occhi degli assedianti, di notte riuscì a scappare sul Tamigi ghiacciato, come Matteo di Parigi, che aggiunge che il castello di Oxford tornò a Stefano, infine Guglielmo di Malmesbury, dopo avere ricordato che Stefano aveva incendiato la città, racconta che Matilde uscì da una porticina secondaria, accompagnata da quattro soldati, attraversò il Tamigi e, a piedi raggiunse Abingdon e da lì proseguì a dorso di cavallo sino a Wallingford.
Nel 1143 Roberto di Gloucester, che nell'estate dell'anno precedente era andato in Normandia per trovare alleati pronti a combattere in Inghilterra, tornò dalla Normandia, sbarcando vicino a Southampton, con 360 cavalieri (Guglielmo di Malmesbury scrive che erano più di trecento, ma meno di quattrocento e attraversarono la Manica con 52 navi), che non poterono cambiare le sorti della guerra, e con il figlio di Matilde, Enrico, di dieci anni, che fu condotto a Bristol, per essere educato.
Nel corso di quell'anno, in Normandia, Goffredo il Bello aveva continuato a combattere per la conquista della Normandia e verso la fine di quell'anno, o, nel gennaio del 1144, era riuscito a conquistare la città di Rouen, dove era stato acclamato duca di Normandia (lo storico francese, Louis Alphen, la conquista di Rouen la fa risalire al 23 aprile 1144). Stefano, all'inizio del 1144, aveva perso definitivamente la Normandia, conquistata dal marito di Matilde Goffredo Plantageneto, conte d'Angiò, ora riconosciuto anche duca di Normandia, dallo stesso Stefano.
La guerra civile tra Stefano e Matilde proseguì in Inghilterra senza risultati apprezzabili, per altri quattro anni: nel 1144 Roberto costruì un castello a Faringdon, ma Stefano attaccò e riuscì a sconfiggere i sostenitori di Matilde e conquistare Faringdon; nel 1145 il re Stefano, dopo avere posto l'assedio a Wallingford, riuscì a catturare il conte di Chester, Ranulph de Gernon, con il quale riuscì ad accordarsi, riottenendo così il castello di Lincoln; nel 1146 Goffredo il Bello, preoccupato per l'andamento della guerra civile in Inghilterra, organizzò una spedizione per potere fare tornare in Normandia il figlio primogenito, suo e dell'imperatrice, Enrico, dopo che da quattro anni era a Bristol e arrivato in Normandia, fu accolto e festeggiato nell'abbazia di Bec, il giorno dell'Ascensione; nel 1147 morì Roberto conte di Gloucester, dopo essere stato soggetto a una febbre maligna, come confermano anche le Gesta Stephani Regis II che scrivono che morì a Bristol e nella contea di Gloucester gli successe il figlio Guglielmo e, in quello stesso anno Stefano fu ancora una volta incoronato a Lincoln.
L'anno successivo alla morte di Roberto di Gloucester, nel 1148, Matilde cedette i propri diritti al primogenito Enrico Plantageneto (il futuro Enrico II d'Inghilterra) e, prima della Quaresima, fece ritorno in Normandia, perché senza il fratellastro non sarebbe stata in grado di condurre le sue truppe.
Nel 1149 Enrico Plantageneto fece un'incursione in Inghilterra, per cercare di sollevare le sorti della sua causa che languivano, trovando l'appoggio del conte di Chester; in quel periodo fu nominato cavaliere, il giorno di Pentecoste dal re di Scozia Davide I.
Enrico e Matilde rientrarono in Normandia, nel gennaio del 1150 lasciando l'Inghilterra in subbuglio.
Durante la guerra civile la condizione degli Ebrei in Inghilterra fu abbastanza tranquilla e non fu particolarmente gravida di pericoli (l'Inghilterra costituiva per loro un buon rifugio, se confrontata con i pericoli del continente europeo), eccezion fatta per le forti tassazioni a cui li sottoposero sia Stefano sia Matilde.

### Riconciliazione e morte
Nel 1151 Stefano chiese all'arcivescovo di Canterbury e successivamente al papa di potere incoronare Eustachio, suo figlio primogenito, ma l'incoronazione fu rifiutata da entrambi.
Nel 1152 Stefano, dopo avere inutilmente (l'arcivescovo Teobaldo, piuttosto che obbedire a Stefano lasciò l'Inghilterra) tentato di fare incoronare re suo figlio Eustachio, mise l'assedio a Wallingford; prima della caduta di Wallingford, una nuova invasione, nel gennaio del 1153, fu condotta da Enrico Plantageneto, figlio di Matilde, e la città fu liberata e subito dopo fu conclusa una tregua, non molto apprezzata dal figlio ed erede di Stefano, Eustachio, che, dal 1140, era il marito di Costanza, sorella del re Luigi VII di Francia.
Enrico poté così visitare Bristol e poi l'Inghilterra centrale dove non sempre fu accolto con favore.
L'anno dopo Eustachio morì all'improvviso ed Enrico, in quello stesso anno, con 36 navi, attraversò la Manica e sbarcò in Inghilterra, dove si apprestò a riprendere nuovamente la guerra.
Stefano, che circa un anno prima aveva perso la moglie Matilde di Boulogne, si sentì vecchio e stanco, senza più voglia di continuare la lotta per conto del secondo figlio, Guglielmo, per cui concordò un trattato con Enrico. Stefano incontrò Enrico a Wallingford e lo riconobbe come proprio successore, mentre Enrico Plantageneto accettava che Stefano continuasse a regnare pacificamente in Inghilterra (la pace era stata negoziata tra il fratello di Stefano, Enrico di Blois, vescovo di Winchester e l'arcivescovo di Canterbury, Teobaldo di Bec). Nella successiva ratifica solenne del trattato, tenuta a Winchester, Enrico rese omaggio a Stefano e si riconobbero al figlio minore di Stefano, Guglielmo, la contea del Surrey e l'eredità sui possedimenti del padre in Francia e in particolare la contea di Boulogne. Con soddisfazione generale la guerra civile era finita.
Stefano morì il 25 ottobre del 1154 a Dover (secondo la storica britannica Alison Weir per un attacco cardiaco) e, come concordato, gli successe al trono di Inghilterra Enrico II (incoronato re d'Inghilterra il 18 dicembre 1154), iniziatore della dinastia dei Plantageneti, deciso a ristabilire il sistema di governo del nonno, Enrico I.
Stefano fu sepolto nell'abbazia cluniacense di Faversham (distrutta nel 1538), fatta costruire dalla moglie Matilde alcuni anni prima, accanto alla moglie, Matilde di Boulogne, e al figlio Eustachio.

## Discendenza
Dalla moglie, Matilde di Boulogne, ebbe cinque figli:
- Baldovino (1126 - † 1135), come risulta dal documento n° 508 del Regesta Regum Anglo-Normannorum, vol.III[139];
- Eustachio[139] (c. 1130–1153), conte di Mortain e conte di Boulogne;
- Guglielmo[140] (c. 1137–1159), conte di Boulogne e conte del Surrey;
- Matilde (1133 - † dopo il 1137), come risulta dal documento nº 509 del Regesta Regum Anglo-Normannorum, vol.III[139];
- Maria[141] (1131-1182), monaca (badessa[141]), poi contessa di Boulogne, forzata a sposare Matteo di Lorena († 1173).

Stefano ebbe altri tre figli illegittimi da Dameta di Normandia, che secondo Orderico Vitale era figlia di un certo Roberto e della sua seconda moglie, Felicia:
- Gervaso (1115 circa - † 1160), abate di Westminster, come risulta dal documento nº 859 del Regesta Regum Anglo-Normannorum, vol.III[143];
- Amalrico, citato nel The Royal Bastards of Medieval England di Chris Given-Wilson, Alice Curteis[142];
- Rodolfo, citato nel The Royal Bastards of Medieval England di Chris Given-Wilson, Alice Curteis[142].

Stefano, infine, ebbe altri due figli illegittimi da un'amante di cui non si conoscono né il nome né gli ascendenti:
- Guglielmo, citato dalla storica britannica Alison Weir, nel suo Britain's Royal Families, a pagina 54[1];
- Sibilla, citata dalla storica britannica Alison Weir, nel suo Britain's Royal Families, a pagina 54[1] e citata, anche se non nominata, dal Gesta Stephani Regis, come moglie di Hervè, visconte di Leon[144].

## Stefano nella letteratura
La figura di Stefano d'Inghilterra è presente nel romanzo storico di Ken Follett, I pilastri della Terra. In questo libro l'autore presenta questa figura nella cornice della guerra civile inglese.
Un altro autore che nei suoi racconti evoca quei tempi è la scrittrice Ellis Peters (pseudonimo di Edith Pargeter 1913-1995). Una collana di 21 romanzi sotto il titolo di Le indagini del Fratello Cadfael  presenta i gialli risolti da un monaco di una abbazia, conquistandosi un clamoroso successo internazionale e il titolo di signora del giallo medievale. Nei romanzi appaiono un gran numero di personaggi storici realmente esistiti e descrizione delle vicende della guerra civile tra re Stefano e la principessa Matilde (nei romanzi principessa Maud).

## Ascendenza
|                            |                        |                          | Genitori                |  |  | Nonni |  |  | Bisnonni           |  |  | Trisnonni         |  |
|                            |                        |                          |                         |  |  |       |  |  | Oddone II di Blois |  |  | Oddone I di Blois |  |
|                            |                        |                          |                         |  |  |       |  |  | Oddone II di Blois |  |  | Oddone I di Blois |  |
|                            |                        | Berta di Borgogna        |                         |  |  |       |  |  | Oddone II di Blois |  |  |                   |  |
| Tebaldo III di Blois       |                        |                          |                         |  |  |       |  |  | Oddone II di Blois |  |  |                   |  |
|                            |                        | Ermengarda d'Alvernia    | Guglielmo IV d'Alvernia |  |  |       |  |  |                    |  |  |                   |  |
|                            |                        | Ermengarda d'Alvernia    | Guglielmo IV d'Alvernia |  |  |       |  |  |                    |  |  |                   |  |
|                            |                        | Ermengarda d'Alvernia    | Umberga                 |  |  |       |  |  |                    |  |  |                   |  |
| Stefano II di Blois        |                        | Ermengarda d'Alvernia    |                         |  |  |       |  |  |                    |  |  |                   |  |
|                            |                        | Eriberto I del Maine     | Ugo III del Maine       |  |  |       |  |  |                    |  |  |                   |  |
|                            |                        | Eriberto I del Maine     | Ugo III del Maine       |  |  |       |  |  |                    |  |  |                   |  |
|                            |                        | Eriberto I del Maine     | …                       |  |  |       |  |  |                    |  |  |                   |  |
| Gersenda del Maine         |                        | Eriberto I del Maine     |                         |  |  |       |  |  |                    |  |  |                   |  |
|                            |                        | …                        | …                       |  |  |       |  |  |                    |  |  |                   |  |
|                            |                        | …                        | …                       |  |  |       |  |  |                    |  |  |                   |  |
|                            |                        | …                        | …                       |  |  |       |  |  |                    |  |  |                   |  |
| Stefano d'Inghilterra      |                        | …                        |                         |  |  |       |  |  |                    |  |  |                   |  |
|                            | Roberto I di Normandia | Riccardo II di Normandia |                         |  |  |       |  |  |                    |  |  |                   |  |
|                            | Roberto I di Normandia | Riccardo II di Normandia |                         |  |  |       |  |  |                    |  |  |                   |  |
|                            | Roberto I di Normandia | Giuditta di Bretagna     |                         |  |  |       |  |  |                    |  |  |                   |  |
| Guglielmo il Conquistatore | Roberto I di Normandia |                          |                         |  |  |       |  |  |                    |  |  |                   |  |
|                            |                        | Herleva                  | Fulberto o Herberto     |  |  |       |  |  |                    |  |  |                   |  |
|                            |                        | Herleva                  | Fulberto o Herberto     |  |  |       |  |  |                    |  |  |                   |  |
|                            |                        | Herleva                  | Duda o Duwa             |  |  |       |  |  |                    |  |  |                   |  |
| Adele d'Inghilterra        |                        | Herleva                  |                         |  |  |       |  |  |                    |  |  |                   |  |
|                            |                        | Baldovino V di Fiandra   | Baldovino IV di Fiandra |  |  |       |  |  |                    |  |  |                   |  |
|                            |                        | Baldovino V di Fiandra   | Baldovino IV di Fiandra |  |  |       |  |  |                    |  |  |                   |  |
|                            |                        | Baldovino V di Fiandra   | Ogiva di Lussemburgo    |  |  |       |  |  |                    |  |  |                   |  |
| Matilde di Fiandra         |                        | Baldovino V di Fiandra   |                         |  |  |       |  |  |                    |  |  |                   |  |
|                            |                        | Adele di Francia         | Roberto II di Francia   |  |  |       |  |  |                    |  |  |                   |  |
|                            |                        | Adele di Francia         | Roberto II di Francia   |  |  |       |  |  |                    |  |  |                   |  |
|                            |                        | Adele di Francia         | Costanza d'Arles        |  |  |       |  |  |                    |  |  |                   |  |
|                            |                        | Adele di Francia         |                         |  |  |       |  |  |                    |  |  |                   |  |

### Fonti primarie
- (LA)  Regesta Regum Anglo-Normannorum, vol.III'.
- (LA)  Gesta Stephani regis Anglorum et ducis Normannorum.
- (LA)  Chronique de Robert de Torigni, abbé du Mont-Saint-Michel, vol I.
- (LA)  HISTORIA HIEROSOLYMITANAE EXPEDITIONIS.
- (LA)  Matthæi Parisiensis, monachi Sancti Albani, Chronica majora, vol I.
- (LA)  Matthæi Parisiensis, monachi Sancti Albani, Chronica majora, vol II.
- (LA)  Obituaires de Sens Tome II.
- (LA)  Cartulaire de l'abbaye de la Sainte-Trinité de Tiron, Tome I.
- (LA)  Florentii Wigorniensis Monachi Chronicon, Tomus II Continuatio.
- (LA)  vita ludovici grossi regis.
- (LA)  Monumenta Germaniae Historica, Scriptores, tomus IX.
- (LA)  Monumenta Germaniae Historica, Scriptores, tomus XIII.
- (LA)  Monumenta Germanica Historica, tomus XXIII.
- (LA)  Monumenta Germaniae Historica, Scriptores, tomus XXV.
- (LA)  Actus pontificum Cenomannis.
- (LA)  Ordericus Vitalis, Historia Ecclesiastica, vol. II.
- (LA)  Ordericus Vitalis, Historia Ecclesiastica, vol. unicum.
- (LA)  ORDERICI VITALIS, ECCLESIASTICtE historije, LIBRI TREDECIM., TOMUS III.
- (EN)  Chronicle of the Kings of England: From the Earliest Period to the Reign, of king William's children.
- (LA)  Historiæ Normannorum Scriptores Antiqui.

### Letteratura storiografica
- Louis Alphen, "La Francia: Luigi VI e Luigi VII (1108-1180)", cap. XVII, vol. V (Il trionfo del papato e lo sviluppo comunale) della Storia del mondo medievale, 1999, pp. 705–739
- William John Corbett, "L'evoluzione del ducato di Normandia e la conquista normanna dell'Inghilterra", cap. I, vol. VI (Declino dell'impero e del papato e sviluppo degli stati nazionali) della Storia del Mondo Medievale, 1999, pp. 5–55.
- William John Corbett, "Inghilterra, 1087-1154", cap. II, vol. VI (Declino dell'impero e del papato e sviluppo degli stati nazionali) della Storia del Mondo Medievale, 1999, pp. 56–98.
- Cecil Roth, "Gli ebrei nel Medioevo", cap. XXII, vol. VI (Declino dell'impero e del papato e sviluppo degli stati nazionali) della Storia del Mondo Medievale, 1999, pp. 848–883.